# El florido pensil (película)
El florido pensil es una película española de 2002 dirigida por Juan José Porto basada en la obra homónima El florido pensil, de Andrés Sopeña Monsalve, 1994.

## Argumento
Sopeña recuerda sus años de escuela cuando le hacen un homenaje. 
Eran los años 60 en España, tiempos del franquismo y el sistema educativo nacionalcatólico.  Enseñaban el catecismo y que España era el centro del mundo. El maestro Don Julián tenía sus favoritos: los que siempre se sabían la lección; su chivato, que apuntaba a los que hablaban cuando él salía; o los burros, como llamaba al gordito Briones. Sopeña estudiaba pero siempre tenía extraños razonamientos, según el maestro. Fernandito Serrano era el niño rico del que todos querían ser amigos para que les dejara jugar con su balón de reglamento o ver la televisión en su casa, que era la única del pueblo, así que le dejaban ganar en todos los juegos. El cura, Don Secundino, criticaba desde su púlpito a las mujeres que se atrevían a llevar pantalones.
Los niños se divertían de muchas maneras: sesiones de cine, en las que, desde el gallinero, escupían o tiraban las cáscaras de las pipas; los TBO de "Roberto Alcázar y Pedrín" que alquilaban en la tienda de la señora Pepa; y los concursos de la radio a los que los niños iban a recitar, cantar o a hacer el pino, pero sobre todo a saludar a su familia. Estaba enamorado de Ana, una chica mayor que él: fue su primera decepción amorosa. Una vez su escuela fue invitada por el Frente de Juventudes para realizar una excursión al Valle de los Caídos, tratando de captarlos. Pero el autobús se estropeó y no llegaron hasta allí, debiendo conformarse con ver el mausoleo de lejos. El joven de la OJE a cargo de los chicos  tenía una actitud autoritaria con ellos, pero estos no le guardaban mucho respeto... y Don Julián se alegró de ver que su adoctrinamiento no calaba en los alumnos.

## Reparto
Sopeña: Emilio Gutiérrez Caba
Sopeña niño: Daniel Rubio
Doña Paquita: María Isbert
Don Secundino: El Gran Wyoming
Don Julián: Fernando Guillén
Madre de Sopeña: Natalia Dicenta
Sra. Pepa: Chus Lampreave
Roberto Alcázar: Francis Lorenzo
Pedrín: Jorge Sanz
Musa: Ana Turpin
Obispo: Jorge Grau
Don Aniano: Ángel Blanco
Torrecillas: Víctor Elías
Briones: David Sánchez del Rey
Agapito: Javier Bódalo
X: Paco Maldonado
Y: Alberto Gallo Sánchez